# Nirut Sirijanya
Nirut Sirijanya (นิรุตติ์ ศิริจรรยา; nascido em 2 de maio de 1947), apelidado de Nhing (หนิง) é um ator tailandês de cinema e televisão. Ele é mais conhecido internacionalmente por seu papel como o pai de Lauren, Fong, na sequência de 2011, The Hangover Part II. Ele recebeu o Suphannahong National Film Awards de Melhor Ator Coadjuvante.

## Vida pregressa
Nirut nasceu  em Banguecoque, Tailândia em 2 de maio de 1947, filho de um tenente da polícia tailandesa e de uma mãe tailandesa-francesa. Ele frequentou o Assumption College em Banguecoque e recebeu um certificado de graduação em Administração de Empresas na Austrália. Ele então foi para Kuala Lumpur para estudar. Após se formar com um diploma de Bacharel em Ciências, ele começou a trabalhar na AM PAC como engenheiro, antes de mudar para cargos em várias companhias aéreas, incluindo a Alitalia.

## Carreira
Nirut começou sua carreira de ator por sugestão de Terng Stiphuang. Sua primeira série de TV foi Sangsoon, na qual ele co-estrelou. Ele então estrelou em Kae Kop Fah (Just Horizon), exibido no Channel 3. Agora conhecido em toda a Tailândia, ele atraiu mais atenção por seu papel como Jaded em Poo Cha Na Sib Tid.
Seu primeiro filme foi Derby, e ele continua atuando até hoje. Ele ganhou atenção internacional com seu papel em The Hangover Part II.
Nirut também apareceu como jurado na primeira temporada do Thailand's Got Talent.

## Filmografia

### Televisão
| Ano  | Título                | Personagem                              | Canal            |
| ---- | --------------------- | --------------------------------------- | ---------------- |
| 2010 | Fai Amata             | Thungfat                                | Channel 9        |
| 2011 | Thailand's Got Talent | Juiz                                    | Channel 3        |
| 2018 | The Crown Princess    | Rei Henrique Antoine Phillipe de Hrysos | Channel 3        |
| 2018 | Love Destiny          | Chaophraya Horathibodi, pai de Dej      | Channel 3        |
| 2019 | Until We Meet Again   | Sr. Ariyasakul, pai de Korn             | LINE TV          |
| 2021 | Tea Box               | Vichai                                  | Thai PBS LINE TV |
| 2021 | Tawan Tok Din         | Than                                    | Amarin TV        |
| 2022 | Devil Sister          | Anon                                    | GMM 25           |
| 2022 | Sai Lub Lip Gloss     | Senit                                   | Channel 3        |
| 2022 | Dong Dok Mai          | Sakon                                   | One31            |
| 2023 | Tee Sood Kong Huajai  |                                         | Channel 3        |
| 2024 | Once Upon a Time      | Arak                                    | Thai PBS         |
| 2025 | The Next Prince       | Rei Thipokbowon Assavadevathin          |                  |
| TBA  | Prakan Saengjan       |                                         | Amarin TV        |

### Cinema
| Ano  | Título                            | Personagem                 | Notas        |
| ---- | --------------------------------- | -------------------------- | ------------ |
| 2003 | MahaAut                           | Kajorn                     |              |
| 2004 | Thawhiphob                        | Pai de Mannichan           |              |
| 2005 | Shum Mha Puen                     | Lhi Meng                   |              |
| 2005 | The King Maker                    | Pha Chairacha              |              |
| 2006 | The Last Song                     | Pradhung                   |              |
| 2006 | Archan Yai                        | Doutor Prakij              |              |
| 2007 | Hitman File                       | Lheemang                   |              |
| 2007 | Opapatika                         | Sadok                      |              |
| 2007 | Protégé                           | Gen Chanchai               |              |
| 2008 | Ong Bak 2                         | Bua                        |              |
| 2009 | Formosa Betrayed                  | Professor Huang            |              |
| 2010 | Duang Antrarai                    | Pai de Jay                 |              |
| 2010 | Ong Bak 3                         | Bua                        |              |
| 2011 | The Burma Conspiracy              | General Kyaw Min           |              |
| 2011 | The Hangover Part II              | Fong Srisai, pai de Lauren |              |
| 2011 | Kon Khon                          | Khuu Sek                   |              |
| 2013 | King Naresuan 5                   | Toungoo                    |              |
| 2013 | Clouds of Memories                | Zak                        |              |
| 2014 | The Last Executioner              | Entrevistador de TV        |              |
| 2014 | Lupin III                         | Pramuk                     |              |
| 2016 | Senses from Siam                  | Tanthong                   |              |
| 2018 | Mordkommission Istanbul: Thailand | Somchai                    |              |
| 2019 | Nang Non                          | Ministro do Turismo        |              |
| TBA  | The Knife Thrower                 | Manit Lekpai               | Pré-produção |

## Prêmios e indicações
| Associações                       | Ano  | Categoria                      | Nomeações                     | Resultado |
| --------------------------------- | ---- | ------------------------------ | ----------------------------- | --------- |
| Suphannahong National Film Awards | 2006 | Melhor Ator Coadjuvante        | The Last Song                 | Venceu    |
| Suphannahong National Film Awards | 2007 | Melhor Ator Coadjuvante        | Hitman File                   | Indicado  |
| Suphannahong National Film Awards | 2012 | Melhor Ator Coadjuvante        | Kon Khon                      | Indicado  |
| Asian Television Awards           | 2021 | Melhor Ator em Papel Principal | Teabox: Old Man and a Mad Dog | Indicado  |